# Hermann Senator
Hermann Senator, född 6 december 1834 i Gnesen, död 14 juli 1911 i Berlin, var en tysk läkare. 
Senator blev 1857 medicine doktor, 1868 privatdocent samt 1875 extra ordinarie och 1902 ordinarie honorarprofessor i medicin vid universitetet i Berlin. Åren 1875–88 var han chefsläkare vid Kaiserin-Augusta-Hospital och 1905–10 direktör för universitetets medicinska polikliniska institut.